# Ambrozij Senyszyn
Ambrozij Senyszyn (ur. 23 lutego 1903, zm. 11 września 1976), duchowny greckokatolicki. Święcenia kapłańskie przyjął w 1931. W latach 1922–1956 tytularny biskup Maina. Pełnił kolejno funkcje: sufragana egzarchy dla amerykańskich katolików (1942-1956), egzarchy Stamford (1956-1958), biskupa Stamford (1956-1958) i arcybiskupa metropolity Filadelfii (od 1961 do śmierci).